# Leclercqia (Pflanze)
Leclercqia ist eine ausgestorbene Pflanzengattung aus dem Devon und wird in die Ordnung der Protolepidodendrales gestellt, einer frühen Gruppe der Bärlapppflanzen.
Exemplare von Leclercqia complexa sind bis 46 cm hoch und haben einen Durchmesser von 3,5 bis 7 mm. Die Sprossachsen sind dichotom oder pseudomonopodial verzweigt und sind mit 6,5 mm langen Mikrophyllen besetzt. Diese Blätter besitzen etwa in der Mitte zwei seitliche Anhängsel, die wiederum geteilt sind und spitz enden. Der zentrale Teil ist allmählich verschmälert und nach hinten zurückgebogen. Die fünfspitzigen Blätter stehen eng und verleihen der Pflanze ein ungewöhnliches Aussehen. Leclercqia besitzt Ligulae. 
Bei manchen Funden ist die Stele als Pyrit-Versteinerung erhalten. Die Stele ist im Querschnitt kreisrund und hat bis zu 18 außen liegende Protoxylem-Punkte. Das Metaxylem besteht aus Treppentracheiden oder die Tracheiden haben ovale Tüpfel. Die Stele ist von einer schmalen, parenchymatischen Rinde umgeben. Jedes Blatt wird von einem einzelnen Leitbündel versorgt, das von einem Protoxylem-Strang der Stele abzweigt. 
Die Sporangien sitzen adaxial an der Oberfläche der Sporophylle. Die Sporophylle sind von den sterilen Blättern praktisch nicht zu unterscheiden und sind über die ganze Sprossachse verteilt. Die Sporen sind trilet, haben einen Durchmesser von 60 bis 85 µm und mit zahlreichen, dicht sitzenden Stacheln mit breiter Basis besetzt. Die zahlreichen Funde mit nur einer Sorte von Sporen werden als Hinweis gedeutet, dass Leclercqia homospor war. 

## Belege
- Thomas N. Taylor, Edith L. Taylor, Michael Krings: Paleobotany. The Biology and Evolution of Fossil Plants. 2. Auflage. Elsevier / Academic Press, Amsterdam u. a. 2009, ISBN 978-0-12-373972-8, S. 275–278 (englisch, eingeschränkte Vorschau in der Google-Buchsuche).